# Nabuma Rubberband
Nabuma Rubberband è il quarto album in studio del gruppo musicale di musica elettronica svedese Little Dragon, pubblicato nel maggio 2014. È stato nominato ai Grammy Awards 2015 nella categoria miglior album di musica elettronica.

## Tracce
Testi e musiche dei Little Dragon, eccetto dove indicato.
1. Mirror – 3:25 (Little Dragon, Dave Jolicoeur)
2. Klapp Klapp – 3:37
3. Pretty Girls – 3:43
4. Underbart – 4:05
5. Cat Rider – 4:33
6. Paris – 3:24
7. Lurad – 0:08
8. Nabuma Rubberband – 3:15
9. Only One – 4:06
10. Killing Me – 3:44 (Little Dragon, Jolicoeur)
11. Pink Cloud – 4:46
12. Let Go – 4:04

## Formazione
- Yukimi Nagano - voce, percussioni
- Erik Bodin - batteria
- Fredrik Källgren Wallin - basso
- Håkan Wirenstrand - tastiera

## Classifiche
| Classifica (2014) | Posizione raggiunta |
| ----------------- | ------------------- |
| Regno Unito       | 14                  |
| Stati Uniti       | 24                  |